# Колодін Дмитро Вікторович
Дмитро Вікторович Колодін (нар. 12 квітня 1978, Кривий Ріг, Дніпропетровська область, УРСР) — український футболіст та тренер. Майстер спорту України.

## Клубна кар'єра
Вихованець СДЮШОР «Металург» (Запоріжжя). Перший тренер — Віктор Височин, далі — Равіль Шаріпов та Олександр Томах.
У «Металург» прийшов у сімнадцятирічному віці при тренері Олександрі Томаху. У вищій лізі дебютував 6 квітня 1996 року в поєдинку проти «Таврії» (3:0). У 1999 році, коли команду почав тренувати Мирон Маркевич, Колодін пішов по орендах, а остаточно з «Металурга» пішов у 2001 році.
Бажаючи «подивитися на себе з боку далеко від рідної домівки», в 2002 році Колодін відправився грати у Білорусь. Виступав у командах «Динамо» (Мінськ) та «Локомотив-96» (Вітебськ). Період з 2005 по 2007 роки провів в українській команді «Десна» (Чернігів), з якої посідав друге і перше місця в групі другої ліги, завоював місце в першій лізі.
У 2008 році повернувся до Білорусі. У команді «Сморгонь» зіграв 27 матчів у сезоні, після закінчення якого отримав пропозицію від кишинівської «Дачії», і прийняв її. Сезон 2009 роз почав у Молдові, але після того як фінансове становище команди погіршилося, повернувся в «Сморгонь». Наступний сезон також провів у двох клубах: розпочинав в узбецькому «Кизилкумі», а закінчував у білоруському «Нафтані».
Протягом останніх двох років кар'єри грав в українських командах МФК «Миколаїв» та «Жемчужина» (Ялта).

## Кар'єра тренера
У січні 2013 року був призначений асистентом тренера Ігора Лучкевича в молодіжному складі запорізького «Металурга». З липня 2016 року допомагає тренувати петрівський «Інгулець».

## Сім'я
Син радянського футболіста Віктора Колодіна.